# Autobiography (Nat Adderley)
Autobiography è un album discografico di Nat Adderley, pubblicato dalla Atlantic Records nel maggio del 1965.

## Tracce
Brani composti da Nat Adderley, eccetto dove indicato
Lato A
1. Sermonette – 5:55 (Julian Adderley, Nat Adderley) – Registrato il 7 gennaio 1965 a New York City
2. Work Song – 3:55 – Registrato il 21 dicembre 1964 a New York City
3. The Old Country – 4:25 – Registrato il 7 gennaio 1965 a New York City
4. Junkanoo – 3:03 – Registrato il 22 dicembre 1964 a New York City

Durata totale: 17:18
Lato B
1. Stony Island – 3:29 – Registrato il 22 dicembre 1964 a New York City
2. Little Boy with the Sad Eyes – 6:03 – Registrato il 21 dicembre 1964 a New York City
3. Never Say Yes – 4:25 – Registrato il 7 gennaio 1965 a New York City
4. Jive Samba – 5:20 – Registrato il 22 dicembre 1964 a New York City

Durata totale: 19:17

## Musicisti
Sermonette / The Old Country / Never Say Yes
- Nat Adderley - cornetta
- Ernie Royal - tromba
- Benny Powell - trombone basso
- Don Butterfield - tuba
- Seldon Powell - sassofono tenore, flauto
- Joe Zawinul - pianoforte, conduttore musicale
- Sam Jones - contrabbasso
- Grady Tate - batteria

Work Song / Little Boy with the Sad Eyes
- Nat Adderley - cornetta
- Ernie Royal - tromba
- Tony Studd - trombone basso
- Don Butterfield - tuba
- Seldon Powell - sassofono tenore, flauto
- Joe Zawinul - pianoforte, conduttore musicale
- Sam Jones - contrabbasso
- Bruno Carr - batteria

Junkanoo / Stony Island / Jive Samba
- Nat Adderley - cornetta
- Ernie Royal - tromba
- Benny Powell - trombone[3]
- Seldon Powell - sassofono tenore, flauto
- Joe Zawinul - pianoforte, conduttore musicale
- Sam Jones - contrabbasso
- Bruno Carr - batteria
- Victor Pantoja - congas
- Willie Bobo - percussioni[4][5]